# 曼普拉岛
曼普拉岛是孟加拉灣北部的一座島嶼，位於梅克納河河口，面積為373平方公里，屬於孟加拉國巴里薩爾專區波拉縣曼布拉烏帕齊拉。此區域主要的島嶼除了本島外，尚有波拉島與哈提亞島，三座島皆為人口稠密的島嶼。2017年曼普拉島的人口約1,25,000人，其中大多數以捕魚為業。
截至2017年，曼普拉島未與孟加拉的國家電網連接，只能以有限的發電機組供電，一天僅供電6小時，且範圍相當有限，孟加拉政府計劃於本島架設太陽能板以解決供電問題。

## 文化
2009年的孟加拉電影《曼普拉》即於本島取景，其中男主角為島上的漁夫，女主角則是另一名漁夫之女。

## 災難
曼普拉島地勢平坦，最高點海拔僅3公尺，且排水設施不良而會發生季節性的淹水。1970年波拉氣旋中，曼普拉島因沿岸均無堤防，全島遭到淹沒，造成毀滅性的災情，當時島上約22000名居民中，有高達約16500人罹難（也有來源指為島上約30000名居民中，有約25000人罹難）。
2005年，曼普拉島曾受到海盜襲擊。